# Brun argenté
Le brun argenté ou vaccarèse est un cépage rouge, entrant dans la composition du Châteauneuf-du-pape et des Côtes-du-rhône.

## Origine
Il est probablement originaire de la région de Camargue où se trouve l'étang de Vaccarès.

## Type de vin
Il donne un vin floral, léger et peu coloré, frais et élégant. En assemblage, il modère l'ardeur du grenache.

## Ampélographie

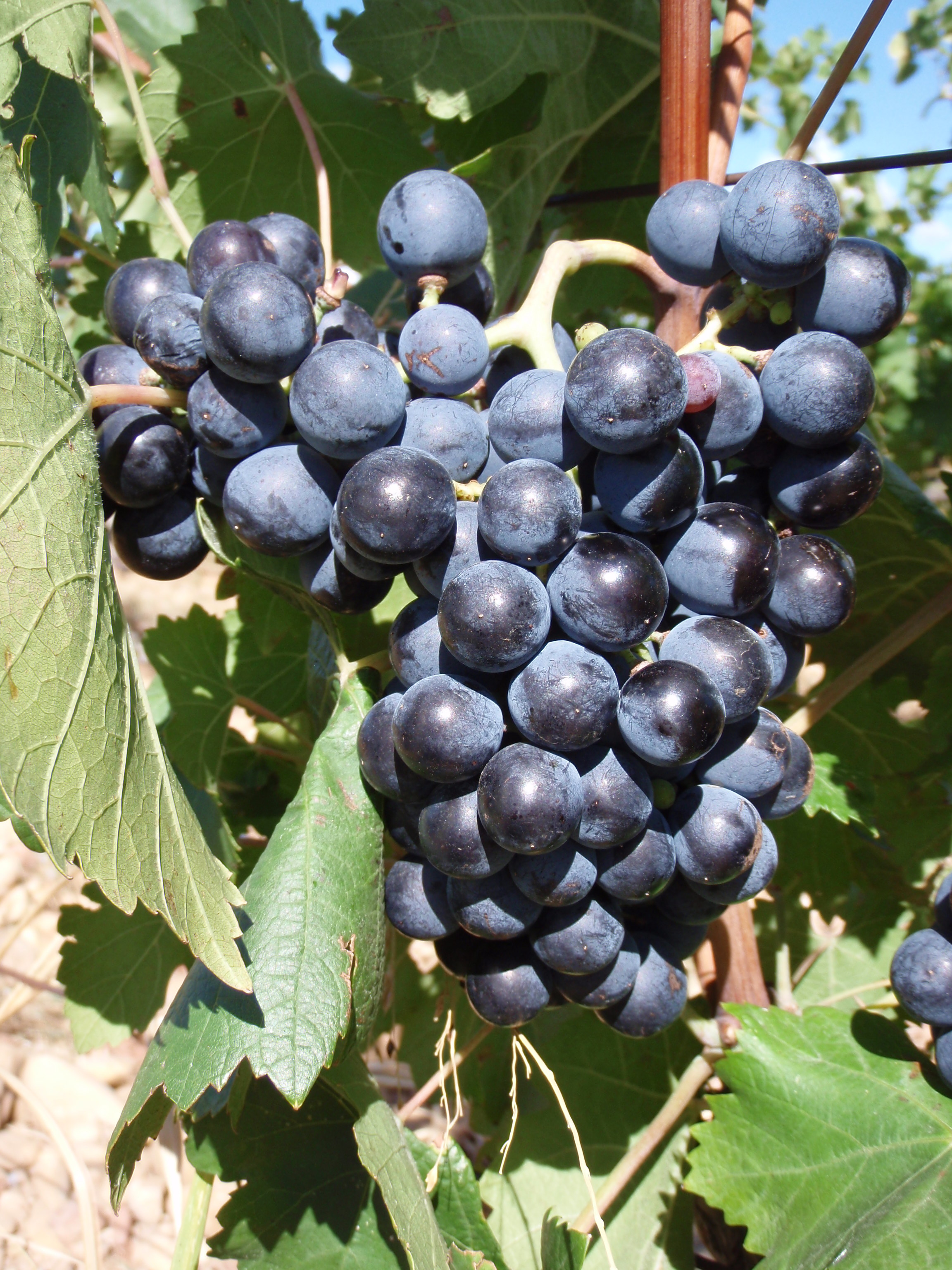
Vaccarèse

Il débourre et mûrit tardivement. Il est très sensible au mildiou Il est rarement cultivé ou vinifié seul. Son caractère tannique et chaud serait proche de la syrah.

## Synonymes
Le Brun argenté est connu sous les noms d'Argenteuil, Arzhente, Bakarezo, Bryun, Camarèse (à Chusclan), Camarèzo, Camares du Gard, Cinsaut 2, Kamaredyu Gard, Kamarez, Madeleine, Vacarèze Blanc, Vaccarèse, Vaccareso et Vakarez bekannt.